# عزیر حاجی‌بیگف
عزیر حاجی‌بیگف (به ترکی آذربایجانی: عۆزئییر بڲ عبداۆلحۆسئین بڲ اوْغلۇ حاجؽ‌بڲوْو، Üzeyir bəy Əbdülhüseyn bəy oğlu Hacıbəyov)‏ (زادهٔ ۱۸ سپتامبر ۱۸۸۵ - درگذشتهٔ ۲۲ نوامبر ۱۹۴۸) فرزند عبدالحسین و آهنگساز معروف و سرشناس آذربایجانی بود.
وی متولد روستای آغجابدیع در قره‌باغ بود. عزیر پسر عبدالحسین منشی روستا و شیرین‌خانم بود. او همچنین وزیر کشور جمهوری دمکراتیک آذربایجان (۱۹۱۸–۱۹۲۰) بود.
عزیر حاجی‌بیگف اولین آهنگساز شرق و اولین آهنگساز شوروی بود که به مدال هنرمند خلق شوروی نایل شد. وی همچنین نشان لنین را دریافت نمود. 
موزه خانگی عزیر حاجی‌بیگف در خیابان نظامی باکو، زندگی و فعالیت و همچنین وسایل شخصی وی را به نمایش می‌گذارد.

## آثار
وی تدوین‌کننده آهنگ سرود ملی فعلی جمهوری آذربایجان و آهنگ سرود دولتی جمهوری شوروی آذربایجان است.

### اپرا
- لیلی و مجنون - ۱۹۰۸
- شیخ صنعان - ۱۹۰۹
- رستم و سهراب - ۱۹۱۰
- شاه عباس و خورشید بانو - ۱۹۱۲
- اصلی و کرم - ۱۹۱۲
- هارون و لیلا - ۱۹۱۵
- کوراوغلو - ۱۹۳۶
- فیروزه - ۱۹۴۵

### کمدی موزیکال
- زن و شوهر - ۱۹۰۹
- آن نشد، این یکی (مشهدی عباد) - ۱۹۱۰
- آرشین مال آلان - ۱۹۱۳

## جشنواره بین‌المللی موسیقی
عزیر حاجی‌بیگف به عنوان پایه و اساس موسیقی مدرن آذربایجان شناخته می‌شود. این آهنگساز نمادین آذربایجانی که پس از میکس کردن موسیقی کلاسیک با مغام، که به عنوان آهنگ بی‌نظیری از ملودی‌هایی که بر موسیقی در سراسر خزر و میانه نیز تأثیر گذاشته است، به ایجاد سنتزی از آنچه که باعث غرور ملی و هویت قومی شده است، شناخته می‌شود و حتی فراتر از مرزهای آذربایجان پیش رفته است. از سال ۱۹۵۵، روز تولد این آهنگساز مشهور آذربایجانی به عنوان روز موسیقی ملی در آذربایجان جشن گرفته می‌شود.

## قدردانی ها و یادبودها
در سال ۲۰۱۵ به مناسبت ۱۳۰امین سال تولد عزیر حاجی‌بیگف، شهردار لُس‌اَنجلس اریک گارستی روز تولد عزیر حاجی‌بیگف را روز قدردانی از وی در لُس‌اَنجلس اعلام کرد.